# Entomophobia kinabaluensis
Entomophobia kinabaluensis är en orkidéart som först beskrevs av Oakes Ames, och fick sitt nu gällande namn av De Vogel. Entomophobia kinabaluensis ingår i släktet Entomophobia och familjen orkidéer. Inga underarter finns listade i Catalogue of Life.